# Cheilolejeunea cedercreutzii
Cheilolejeunea cedercreutzii là một loài Rêu trong họ Lejeuneaceae. Loài này được (H. Buch & Perss.) Grolle mô tả khoa học đầu tiên năm 1976.